# Айденбах
Айденбах (нім. Aidenbach) — громада в Німеччині, знаходиться в землі Баварія. Підпорядковується адміністративному округу Нижня Баварія. Входить до складу району Пассау. Центр об'єднання громад Айденбах.
Площа — 17,19 км2. Населення становить 3028 ос. (станом на 31 грудня 2020).